# Ludvík Paar
Ludvík Jan Křtitel Emanuel hrabě z Paaru (německy Ludwig Johann Baptist Emanuel Graf von Paar; 26. března 1817 Vídeň – 6. ledna 1893 Merano) byl rakouský šlechtic a rakousko-uherský diplomat z vysoce postaveného šlechtického rodu. Celou kariéru strávil v diplomatických službách, zastával funkce vyslance v italských a německých zemích, působil také v severní Evropě (Švédsko, Dánsko), nakonec byl dlouholetým rakousko-uherským velvyslancem u Svatého stolce (1873–1888).

## Životopis

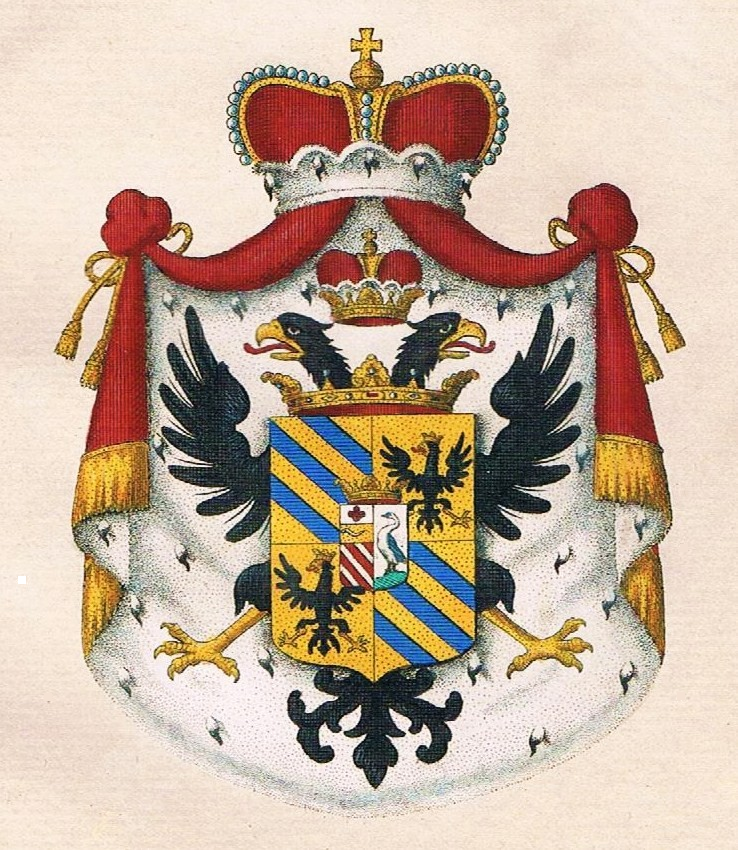
Knížecí erb rodu Paarů

Pocházel ze starého šlechtického rodu Paarů, narodil se jako nejmladší potomek knížete Jana Karla z Paaru (1772–1819), po matce Marii Aloisii (1783–1861) byl potomkem rodu Cavrianiů. Od mládí působil v rakouských diplomatických službách, k vyšším postům se dostal v 50. letech 19. století v italských zemích. Nejprve byl vyslancem v Sardinském království (1853–1857) a pak v Modenském vévodství (1857–1859), kde byl akreditován zároveň jako diplomatický zástupce pro Parmu.Itálii opustil po rakousko-sardinské válce a na postu vyslance přešel do Stockholmu (1859–1863). Poté působil v německých zemích, v letech 1864–1866 byl vyslancem v Hesensku, kde jeho mise skončila připojením této země k Prusku. Od prosince 1866 byl tři roky rakousko-uherským vyslancem v Dánsku, do Kodaně se pak vrátil ještě krátce v letech 1872–1873, mezitím zastával post vyslance v Saském království (1869–1872). Nakonec byl dlouholetým rakousko-uherským velvyslancem ve Vatikánu (1873–1888). Proslul také jako sběratel umění, shromáždil hodnotnou sbírku autogramů slavných osobností. Mimo jiné získal do svého vlastnictví dětské housle Wolfganga Amadea Mozarta, které po jeho smrti potomci věnovali Mezinárodní nadaci Mozarteum.

## Tituly a ocenění
Jako mladší syn knížete užíval šlechtický titul hraběte. V roce 1856 byl jmenován c. k. komořím a jako vyslanec v Dánsku obdržel v roce 1866 titul c. k. tajného rady s nárokem na oslovení Excelence. Během diplomatické služby se stal nositelem řady vysokých vyznamenání v Rakousku-Uhersku i v zahraničí, kromě toho byl čestným rytířem Řádu německých rytířů.

### Rakousko-Uhersko
- velkokříž Leopoldova řádu (1885)
- Řád železné koruny I. třídy (1866)

### Zahraničí
- velkokříž Řádu Pia IX. (Papežský stát)
- velkokříž Řádu polární hvězdy (Švédsko)
- velkokříž Danebrožského řádu s brilianty (Dánsko)
- velkokříž Řádu Albrechtova (Sasko)
- velkokříž Vévodského sasko-ernestinského domácího řádu (Sasko-Altenbursko)
- velkokříž Řádu bílého sokola (Sasko-Výmarsko)
- rytíř Řádu nizozemského lva (Nizozemsko)

## Rodina
V Modeně se 14. června 1858 oženil s hraběnkou Mariannou Esterházyovou z Galanty (1834–1863), která zemřela již po pěti letech manželství ve Stockholmu. Byla dcerou hraběte Kazimíra Esterházyho (1805–1870) a dámou Řádu hvězdového kříže. Měli spolu tři syny, nejstarší Ludvík Kazimír (1859–1912) byl bezdětný, Karel Ludvík (1863–1894) zůstal svobodný, prostřední Alfred Maria (1861) zemřel krátce po narození ve Stockholmu.
Ludvíkův nejstarší bratr kníže Karel Paar (1804–1881) byl majitelem velkostatků v Čechách (Bechyně) a dědičným členem rakouské panské sněmovny. Jejich švagrem byl dlouholetý diplomat a později předseda rakouské panské sněmovny hrabě František Serafín Kuefstein (1794–1871).